# Alfred Krauß
Alfred Krauß (Krauss) (Zara, 1862. április 26. – Bad Goisern, 1938. szeptember 29.) osztrál katonatiszt, cs. és kir. tábornok, titkos tanácsos, a cs. és kir. vezérkari akadémia parancsnoka. Az első világháború során a szerbiai fronton ezredparancsok, majd az olasz fronton az osztrák–magyar I. hadtest, majd a 2. hadsereg parancsnoka, gyalogsági tábornoki rangban. 1920-tól a Németországból irányított „Német Katonatisztek Szövetsége” ausztriai szervezetének első vezetője, az ausztriai nemzeti szocialista mozgalom támogatója. 1938-ban, az Anschluss után a Nemzetiszocialista Német Munkáspárt politikusa lett, a Sturmabteilung-ban (SA) Brigadeführer rangot kapott. A nácipárt képviselőjeként beválasztották a Harmadik Birodalom parlamentjébe, a Reichstagba.

## Élete

### Ifjúsága, tanulmányai
Alfred Krauß apja Dr. Franz Krauß (1824–1905) cs. és kir. főtörzsorvos volt, anyja Maria Rosalia Deixler (1841–85). Öccse, Rudolf Krauß (1863–1943) bátyjához hasonlóan az osztrák–magyar haderő tisztje lett, az első világháborúban bátyjával azonos rangra emelkedett, gyalogsági tábornok lett.
A család lakóhelye az apa szolgálati helye szerint változott. Alfred Krauß elemi iskoláit a bánáti Versecen és Sopronban, az algimnáziumot a sziléziai Teschenben járta ki. Ezután 1878–1881 között a morvaországi Mährisch-Weißkirchenben (ma: Hranice na Moravě) elvégezte a katonai főreáliskolát, majd 1881–1883 között a bécsújhelyi Theresianum Katonai Akadémia hallgatója lett.

### Katonai pályája az első világháborúig
1883. augusztus 18-án a cs. és kir. 11. gyalogezredhez (IR 11 Johann Georg Prinz von Sachsen) helyezték Prágába. 1886–1888 között kijárta a bécsi vezérkari tiszti akadémiát (k.u.k. Kriegsschule). 1888 novemberében a Königgrätzben állomásozó 20. gyalogdandár (IB 20) törzséhez osztották be. 1891-ben századosi rangban a pozsonyi V. hadtest vezérkarához nevezték ki.
1894-ben Grazban megnősült, Ida Weebert (1868–1939), Eduard Weber városi tanácsnok leányát vette feleségül. Két fiuk született.
1894-ben Alfred Krauß Bécsújhelyen, a Theresianum Katonai Akadémián a taktika tantárgyat oktatta. 1897-ben előbb a Jaroslau-ban állomásozó 2. gyaloghadtest (ID 2), majd a Komáromban állomásozó 33. gyaloghadtest (ID 33) vezérkari főnökévé nevezték ki.
1901 novemberében a Grazban állomásozó 3. lövészezred egyik zászlóaljának parancsnoka lett. 1904-ben ezredesi rangban kinevezték a Hadügyminisztérium haderő-igazgatási hivatalában, a Cs. és kir. Katonai Műszaki Bizottságban (k.u.k. Technisches Militärkomitee) a III. (Intendantúra) Szekció vezetőjévé, egyben a katonai igazgatás tanfolyam parancsnokává. (Az Intendantúra Szekció a katonai statisztikákért és az anyaggazdálkodásért volt felelős). Itt nagy tapasztalatot szerzett a katonai gazdaságtanáról, a hadszervezet finanszírozásáról, a mozgósítás, a hadianyag-ellátás és az utánpótlás gazdaságos szervezéséről. Fontos lépéseket tett a haderő gépesítésére, az élelmezés átszervezésére. Orosz mintára bevezette a közúton vontatható tábori konyhák rendszerét.
1910 októberében Conrad von Hötzendorf vezérkari főnök kívánságára Kraußt kinevezték a bécsi vezérkari tiszti akadémia (k.u.k. Kriegsschule) parancsnokává. A parancsnokok képzésében kiváló eredményeket ért el. 1911. november 1-jén vezérőrnaggyá, 1913. november 1-jén altábornaggyá léptették elő, ugyanekkor cs. és  kir. titkos tanácsosi méltóságot kapott.

### Az első világháborúban
1914. augusztus 28-án Krauß altábornagyot kinevezték a szerbiai fronton álló cs. és kir. 29. gyalogezred parancsnokává, mely a háború kezdetén a Szerémségben álló 5. hadsereg kötelékébe volt besorolva, Liborius von Frank gyalogsági tábornok parancsnoksága alatt. Szeptember elején kinevezték a Krauß vegyes hadtest („Kombinierten Korps Krauß”) parancsnokává.
1914. szeptember 6-án csapataival Sasinc térségében ellentámadásokat indított, ezzel megakadályozta, hogy a szerb Timok-hadosztály Szávaszentdemeternél (Sremska Mitrovicánál) átkelhessen a Száván. Dezember elején Krauß csapatai waren an den Rückzugskämpfen aus Belgrád beteiligt. 1914 decemberében, a Szerbia elleni hadjárat teljes kudarca után a balkáni front parancsnokát, Oskar Potiorek táborszernagyot leváltották, helyére Jenő főherceg lovassági tábornokot helyezték. 1914. december 23-án Krauß altábornagyot kinevezték az új balkáni főparancsnokság vezérkari főnökévé. Az új frontparancsnok 1915 januárjában foglalta el beosztását. Krauß tábornok, a jól képzett igazgatási szakember és tehetséges hadszervező Jenő főherceggel együtt a következő hónapokban azon dolgozott, hogy újjászervezze a szerbiai harcokban súlyos veszteségeket szenvedett 5. hadsereget.
Olaszország hadba lépése után, 1915. május 27-én Krauß tábornokot kinevezték az Isonzónál frissen felállított délnyugati frontparancsnokság vezérkari főnökévé. 1916 februárjában beosztását megtartva áthelyezték Jenő főherceg tábornagy hadseregcsoportjához, a bozeni parancsnokságra. 1916 májusában Krauß jelentős részt vállalt a dél-tiroli offenzíva hadműveleteiben. A támadás Asiago és Arsiero térségében kezdeti sikereket ért el, de a Hétközség (Sette Comuni) fennsíkot megcélzó döntő áttörés kudarcot vallott. Június közepén az olaszok erősítést kaptak, ellentámadásaik hatására az osztrák–magyar hadműveletet félbe kellett szakítani.
1917 közepén Krauß tábornokot kinevezték a cs. és kir. I. hadtest parancsnokává, mely akkor a Keleti-Kárpátokban harcolt, Kövess Hermann gyalogsági tábornok 7. hadseregének kötelékében. 1917. augusztus elejére Kövess visszafoglalta Bukovina nagy részét és Czenowitzot, a tartomány fővárosát. 1917. augusztus 1-jén Kraußot gyalogsági tábornokká léptették elő, parancsnoka, Kövess Hermann néhány nappal később tábornagyi rangot és bárói címet kapott.
1917. szeptember közepén Krauß tábornok I. hadtestét átvezényelték az olaszországi frontra, itt a frissen felállított német császári 14. hadsereg alárendeltségébe került. A készülő offenzíva hadrendjében Krauß hadteste a 14. hadsereg jobbszárnyát képezte. Október 24-én Caporetto térségében megindult az osztrák–magyar ellentámadás. A 12. isonzói csata kezdetén, október 24–25-én Krauß tábornok I. hadteste Flitschnél (ma: Bovec) sikeresen áttörte az olasz frontot. Kemény hegyi harcok után november elején a hadtest elérte a következő frontszakaszt Feltre városánál, a Monte Grappa lábánál. Itt a hadtestet besorolták az újonnan létrehozott Belluno harccsoportba (Kampfgruppe Belluno).
1918. május 16-án Krauß tábornok átvette a megszállt Ukrajnában álló cs. és kir. 2. hadsereg (Ostarmee) főparancsnokságát Eduard von Böhm-Ermolli tábornagytól, akit a német hadvezetéssel való vitái miatt hívtak vissza. Ezzel együtt Krauß lett az ukrajnai megszállt területek katonai parancsnoka, Ogyesszai székhellyel. Vezérkari főnöke Belitska Sándor vezérőrnagy lett. A világháború végén, az Osztrák–Magyar Monarchia összeomlása után Kraußt is nyugállományba helyezték.
Háborús érdemeiért több magas kitüntetést kapott, így pl. a Osztrák Császári Vaskorona-rend első osztályát, az Osztrák Császári Lipót-rend nagykeresztjét, és 1917. november 12-én a porosz Pour le Mérite kitüntetést is.

### A világháború után
1920-ban a weimari köztársaságban és az I. Osztrák Köztársaságban tevékenykedő titkos fegyveres nacionalista szervezetek (Organisation Kanzler, Organisation Consul) osztrák szimpatizánsaiból Bécsben megalakult a Német Tisztek Nemzeti Szövetségének (Nationalverband Deutscher Offiziere, NDO) ausztriai tagozata is. Első vezetője (Obmann) a nyugalmazott Krauß tábornok lett. A szövetség fő célja a német-ausztriai köztársasági intézmények gyengítése, a bolsevizmus elleni küzdelem mellett a Német Birodalomhoz való erőteljes közeledés elősegítése volt.
1938 márciusában bekövetkezett az Anschluss, Ausztria német megszállása és beolvasztása a Német Birodalomba. Az ennek sikeréért végzett munkát méltányolva, a német kormány április 1-jén ünnepélyesen engedélyt adott Alfred Krauß nyugalmazott cs. és kir. gyalogsági tábornoknak a német Wehrmacht egyenruhájának viselésére, német gyalogsági tábornoki rangjelzéssel. A német Sturmabteilung-ban (SA) Brigadeführer rangra emelték (ez egy alacsonyabb, vezérőrnagyi rendfokozatnak felelt meg). Ettől a naptól haláláig, 1938. szeptember 29-ig a Nemzetiszocialista Német Munkáspárt színeiben a Németországhoz csatolt Ausztria (Ostmark) parlamenti képviselőjeként helyet kapott a német birodalmi gyűlésben. Elhunyta után képviselői mandátumát a klagenfurti születésű Hanns Albin Rauter SS-tábornok vette át, akit a Megszállt Hollandiában elkövetett háborús bűnök vádjával 1946-ban halálra ítéltek és kivégeztek.

## Művei, cikkei
- Moltke, Benedek und Napoleon, Bécs, 1901
- 1805 – Der Feldzug von Ulm, L.W. Seidel & Sohn, Wien 1912, online bei archive.org
- Unser Deutschtum,! Salzburg, 1920
- Die Ursachen unserer Niederlage – Erinnerungen und Urteile aus dem Weltkrieg, J.F. Lehmanns Verlag, München 1920 Online (archive.org)
- Die Wesenseinheit von Politik und Krieg als Ausgangspunkt einer deutschen Staatslehre, 1921
- Die Bedeutung Österreichs für die Zukunft des deutschen Volkes, Hannover 1923
- Das "Wunder von Karfreit", im Besonderen der Durchbruch bei Flitsch und die Bezwingung des Tagliamento, München 1926
- Der Irrgang der deutschen Königspolitik, München 1927
- Führertum, Bern 1931
- Gestalter der Welt, München 1932
- Gebirgskrieg, A. Krauss, Bécs 1935
- Theorie und Praxis in der Kriegskunst, München 1936